# Quake
Quake je akční FPS počítačová hra vytvořena společností id Software. Byla vydána v roce 1996 společností GT Interactive. Skladatelé Soundtracku jsou Trent Reznor a Nine Inch Nails.

## Příběh
Lidská vláda dělala pokusy s teleportační technologií a otevřela brány do nových dimenzí. Hráč je v roli elitního vojáka, jenž je součástí tzv. Operace Counterstrike. Má za úkol zničit nepřítele nazvaného jako Shub-Niggurath, jenž skrze svoji mentální sílu ovládl teleportační technologii lidí a posílá skrze ní svoje armády za cílem zničit lidstvo.
Hráč se před začátkem každé z epizod dostává skrze teleport do jiného světa a ve finálním souboji zničí samotnou Shub-Niggurath.

## Grafika
Je kompletně ve 3D zpracování. Všechny zbraně, klíče i artefakty, stejně jako nepřátelé i náboje jsou vytvořeny trojrozměrně, sprity téměř neexistují. Nedostatkem hry je ale barevné provedení. Téměř vše splývá do hnědo-zelené barvy. Je možnost tvořit vícepatrové prostory a pohybovat se podle všech tří os, což v době vzniku hry nebylo obvyklé. Ve hře se nevyskytují žádné in-game scény ani cinematické filmy.

## Hudba
CD verze hry disponuje hudebním doprovodem skupiny Nine Inch Nails.

## Porty
Původní hru pro prostředí MS-DOS (později výrobce doplnil spouštěč pro Win32) po uvolnění zdrojových kódů rozšiřují porty třetích stran o podporu dalších systémů a především grafické akcelerace (vysoké rozlišení, GL efekty). Většina z nich je volně stáhnutelná z internetu.

## Herní obsah

### Nepřátelé
Normální
- Rottweiler – nemrtvý pes
- Grunt – nemrtvý voják
- Enforcer – nemrtvý vylepšený voják
- Knight – nemrtvý rytíř
- Death Knight či Hell Knight – nemrtvý temný rytíř
- Rotfish – nemrtvá ryba
- Zombie – nemrtvý
- Scrag – duch
- Ogre – nemrtvý obr
- Spawn či Tarbaby – elastická modrá kapka
- Fiend – démon
- Vore – nemrtvý pavouk
- Shambler – nemrtvý yeti

Bossové
- Chthon – monstrum žijící v lávě
- Shub-Niggurath – démonické monstrum s chapadly

### Zbraně
- Sekera
- Brokovnice
- Dvouhlavňová brokovnice
- Ruční kulomet
- Vylepšený ruční kulomet (Gatlingův kulomet)
- Granátomet
- Raketomet
- Thunderbolt či Lightning Gun (elektro zbraň)

### Power-ups
Power-ups mají celou řadu využití a každý z nich dá hráči určitou výhodu.
Zdraví
Každý hráč začíná s 100 bodovým zdravím (životem). Maximum života je 250, které začne po 5 sekundách klesat o 1 bod (1 sekundu) až na úroveň 100.
- Malé špinavé zdraví – uzdravuje za 15 bodů, přičemž maximálně doplní zdraví do 100.
- Větší čisté zdraví – uzdravuje za 25 bodů, přičemž maximálně doplní zdraví do 100.
- Mega zdraví – uzdravuje za 100 bodů, přičemž maximálně doplní zdraví do 250, kdy hráč musí sebrat minimálně dvě Mega zdraví.

Brnění
Brnění jsou na ochranu nositele a absorbují určité poškození podle typu brnění. Útoky nepřátel se brnění poškozuje čímž se ubírají jeho body až na nulu.
- Green Armor – brnění zelené barvy absorbující 30 % poškození a přidávající 100 bodů k brnění.
- Yellow Armor – brnění žluté barvy absorbující 60 % poškození a přidávající 150 bodů k brnění.
- Red Armor – brnění červené barvy absorbující 80 % poškození a přidávající 200 bodů k brnění.

Ostatní předměty
- Quad Damage – runa ve tvaru písmene Q - zčtyřnásobí množství poškození střelbou na dobu 30 sekund. Při použití vyzařuje kolem hráče modrou záři.
- Ring of Shadows – prsten který zneviditelní hráče na dobu 30 sekund.
- Pentagram of Protection – amulet ve tvaru pentagramu, díky němuž hráč je nezranitelný na dobu 30 sekund. Při použití vyzařuje kolem hráče oranžovou záři.

### Mise a mapy
Hra obsahuje 38 samostatných map (levelů), které se objevují v sedmi epizodách. Tyto mapy mají jeden ze tří stylů: Base, Medieval nebo Runic.
Epizody
- Welcome to Quake
- Episode 1: Dimension of the Doomed
- Episode 2: The Realm of Black Magic
- Episode 3: The Netherworld
- Episode 4: The Elder World
- Final Level

Multiplayerová epizoda
- Deathmatch Arena

## Datadisky

### Quake Mission Pack No. 1: Scourge of Armagon
Je první oficiální rozšíření hry Quake vytvořené společností Hipnotic Interactive v roce 1997. Datadisk přidává jak nové epizody, tak i nové zbraně a nepřátele.
- Episode 1: Fortress of the Dead
- Episode 2: Dominion of Darkness
- Episode 3: The Rift

### Quake Mission Pack No. 2: Dissolution of Eternity
Je druhé oficiální rozšíření hry Quake vytvořené společností Rogue Entertainment v roce 1997. Datadisk přidává jak nové epizody a zbraně, tak i mnoho nových bossů a nepřátel.
- Episode 1: Hell's Fortress
- Episode 2: The Corridors of Time

## Média
id Software. Quake. v1.09. vyd. [s.l.]: GT Interactive, 1996-06-22. (anglicky)